# Dineutus americanus
Dineutus americanus es una especie de escarabajo del género Dineutus, familia Gyrinidae. Fue descrita científicamente por Linnaeus en 1767.
Habita en los Estados Unidos, Canadá, Cuba, Bahamas, Guadalupe, Jamaica, México, Puerto Rico e Islas Vírgenes.